# I Had Some Help
«I Had Some Help» — песня американского рэпера Post Malone, написанная при участии американского кантри-певца Моргана Уоллена. Она была выпущена в качестве лид-сингла с шестого альбома Мэлоуна F-1 Trillion, издана на лейблах Republic Records и Mercury Records 10 мая 2024 года. Песня в стиле кантри-поп, оба исполнителя написали её и исполнили в тандеме.
Сингл дебютировал на первом месте Billboard Hot 100 и Billboard Global 200, возглавил хит-парады нескольких стран (Австралия, Ирландия, Канада, Норвегия) и американские кантри-чарты Billboard Country Airplay и Hot Country Songs, вошёл в Топ-10 других (Великобритания, Дания, Новая Зеландия, Швеция, Япония).
Песня был номинирована на Грэмми-2025 в категориях Лучшее кантри-исполнение дуэтом или группой и Лучшая кантри-песня.

## История
20 марта 2024 года Мэлоун опубликовал фрагмент песни в социальных сетях после того, как ранее в сеть просочился другой фрагмент, в котором были проблемы со сведением. 28 апреля 2024 года Мэлоун и Уоллен выступили на фестивале кантри-музыки Stagecoach в городе Индио (штат Калифорния) и Уоллен впервые пригласил Мэлоуна исполнить песню вместе с ним до её выхода. Четыре дня спустя оба артиста вышли в социальные сети, чтобы объявить название песни и дату её выхода.

## Композиция
Песня написана в тональности ля-минор, темп — 128 ударов в минуту, основная аккордовая прогрессия — F-C-Am-G.

## Отзывы
Песня получила положительные отзывы. Рания Анифтос из журнала Billboard назвала песню «гимном вечеринок». Крис Девилл из Stereogum отметил новое успешное сотрудничество Мэлоуна с суперзвездами (после недавних его совместных записей с Бейонсе на Cowboy Carter и Тейлор Свифт на «Fortnight»), назвал сингл с участием современного лидера жанра кантри Моргана Уоллена хитом и предсказал синглу первое место в чартах: «я ничуть не удивлюсь, если он вернет Пости на #1 во второй раз в этом году».

### Итоговые списки
Rolling Stone назвал трек 27-й лучшей песней 2024 года, заявив, что «Немногие кантри-песни в этом году были столь неизбежны, как совместная работа Post Malone с Морганом Уолленом. Песня о расставании новичка из Нэшвилла, вошедшая в его грядущий альбом F-1 Trillion, по сути, говорит: „Да, черт возьми, я закрутился, но это не только моя заслуга“, — а затем включает чудовищный припев. Конечно, в „I Had Some Help“ есть несколько намеков на рок-трек Кипа Мура „Beer Money“ 2012 года (то самое вступление!), но размашистый вокал Мэлоуна и Уоллена делает ее совершенно особенной. Перекладывание вины еще никогда не звучало так весело».

## Награды и номинации
| Организация                      | Год  | Категория                                   | Результат | Ссылка        |
| -------------------------------- | ---- | ------------------------------------------- | --------- | ------------- |
| Billboard Music Awards           | 2024 | Top Collaboration                           | Победа    | [ 11 ]        |
| Billboard Music Awards           | 2024 | Top Hot 100 Song                            | Номинация | [ 11 ]        |
| Billboard Music Awards           | 2024 | Top Streaming Song                          | Номинация | [ 11 ]        |
| Billboard Music Awards           | 2024 | Top Selling Song                            | Номинация | [ 11 ]        |
| Billboard Music Awards           | 2024 | Top Country Song                            | Номинация | [ 11 ]        |
| Country Music Association Awards | 2024 | Single of the Year                          | Номинация | [ 12 ] [ 13 ] |
| Country Music Association Awards | 2024 | Song of the Year                            | Номинация | [ 12 ] [ 13 ] |
| Country Music Association Awards | 2024 | Video of the Year                           | Номинация | [ 12 ] [ 13 ] |
| Country Music Association Awards | 2024 | Musical Event of the Year                   | Номинация | [ 12 ] [ 13 ] |
| MTV Video Music Awards           | 2024 | Best Collaboration                          | Номинация | [ 14 ] [ 15 ] |
| MTV Video Music Awards           | 2024 | Song of Summer                              | Номинация | [ 14 ] [ 15 ] |
| People's Choice Country Awards   | 2024 | The Song of 2024                            | Победа    | [ 16 ]        |
| People's Choice Country Awards   | 2024 | The Crossover Song of 2024                  | Номинация | [ 16 ]        |
| People's Choice Country Awards   | 2024 | The Music Video of 2024                     | Номинация | [ 16 ]        |
| Grammy Awards                    | 2025 | Лучшее кантри-исполнение дуэтом или группой | Номинация | [ 17 ]        |
| Grammy Awards                    | 2025 | Лучшая кантри-песня                         | Номинация | [ 17 ]        |
| iHeartRadio Music Awards         | 2025 | Song of the Year                            | Номинация | [ 18 ]        |
| iHeartRadio Music Awards         | 2025 | Country Song of the Year                    | Победа    | [ 18 ]        |
| iHeartRadio Music Awards         | 2025 | Best Collaboration                          | Номинация | [ 18 ]        |
| iHeartRadio Music Awards         | 2025 | Best Lyrics                                 | Номинация | [ 18 ]        |
| iHeartRadio Music Awards         | 2025 | Best Music Video                            | Номинация | [ 18 ]        |
| Brit Awards                      | 2025 | Best International Song                     | Номинация | [ 19 ]        |
| American Music Awards            | 2025 | Song of the Year                            | Номинация | [ 20 ]        |
| American Music Awards            | 2025 | Favorite Country Song                       | Победа    | [ 20 ]        |
| American Music Awards            | 2025 | Collaboration of the Year                   | Номинация | [ 20 ]        |
| Academy of Country Music Awards  | 2025 | Song of the Year                            | Номинация |               |
| Academy of Country Music Awards  | 2025 | Single of the Year                          | Номинация |               |
| Academy of Country Music Awards  | 2025 | Music Event of the Year                     | Номинация |               |

## Коммерческий успех
Песня «I Had Some Help» получила 167 добавлений в первую неделю на кантри-радио, став лишь второй песней в истории, которой удалось попасть в список в первую неделю после Гарта Брукса в 1997 году с песней «Longneck Bottle». Она также побила рекорд Spotify по потоковому вещанию в жанре кантри за один день, набрав почти 14 миллионов потоков, дебютировав на первом месте в чарте Global Daily и став лучшим дебютом всех времен среди мужских коллабораций после выхода, а также возглавила глобальный чарт Apple Music и чарт Top Thumb Hundred от Pandora. Она дебютировала на 18 месте в чарте Billboard Country Airplay 18 мая 2024 года, поднялась до девятого места на следующей неделе, а затем достигла первого места за неделю 29 июня 2024 года, проведя в чарте семь недель. Это первая песня, попавшая в топ-10 за две недели или меньше с момента дебюта песни Гарта Брукса «More Than a Memory» на первом месте в сентябре 2007 года, самый быстрый путь к первому месту с момента выхода песни Брукса «Memory», а также наименьшее количество недель до первого места с момента выхода песни Тима Макгро «Live Like You Were Dying» на седьмую неделю в июле 2004 года. Кроме того, это первый номер один для Мэлоуна в чарте Country Airplay, а для Уоллена — тринадцатый. Во вторую неделю лидерства в Country Airplay в неделю от 6 июля 2024 года на вторюе место поднялась другая песня Уоллена «Cowgirls» при участии Ernest, что позволило стать Уоллену третьим музыкантом в истории чарта с 1990 года, кому удалось занимать две верхние позиции одновременно.
Сингл также занял 4-е место в чартах Pop Airplay и Adult Pop Airplay .
25 мая 2024 года сингл дебютировал на первом месте американского хит-парада Billboard Hot 100, став 6-м и 2-м чарттоппером Мэлоуна и Уоллена, соответственно. Песня «I Had Some Help» дебютировала на первом месте в Hot 100 с показателями первой недели 76,4 миллиона официальных потоков, 31,1 миллиона впечатлений от радиоэфира и 69 000 проданных копий. Это самый высокий показатель потокового воспроизведения за первую неделю с тех пор, как в 2020 году Billboard исключил пользовательский контент YouTube из своих чартов, обогнав песню Тейлор Свифт и Пост Мэлоуна «Fortnight». Это шестой сингл Мэлоуна номер один, пятый в качестве ведущего исполнителя и второй дебютный номер один. Пост Мэлоун стал рекордсменом среди исполнителей-мужчин, быстрее всех собравших два дебюта № 1 в Billboard Hot 100 — «Fortnight» и «I Had Some Help» — всего за четыре недели.
Сингл также возглавил кантри-чарт Hot Country Songs (1-й и 8-й их чарттопперы, соответственно). Песня «I Had Some Help» также заняла первое место в чартах потоковых песен Streaming Songs и цифровых продаж песен Digital Song Sales. Пост Мэлоун возглавил соответствующие чарты в четвертый и шестой раз, а Уоллен увеличил свои показатели до двух и шести песен-лидеров, соответственно.
Песня «I Had Some Help» вошла в историю, дебютировав одновременно на первом месте в чартах Billboard Hot 100 и Hot Country Songs и продержавшись на первом месте в каждом из них в течение первых трех недель, чего ранее никогда не удавалось сделать. В 4-ю неделю песня продолжала лидировать в Hot 100 и Country Songs.
Песня дебютировала на первом месте в ежегодном чарте «Песни лета» 2024 года журнала Billboard (Songs of the Summer) и возглавляла его 13 недель подряд.
Песня «I Had Some Help» на 8-ю неделю релиза также заняла первое место в чарте Radio Songs (6 июля 2024), став редкой композицией, которая возглавила все форматы эфира (стал вторым чарттоппером Post Malone, после того как его «Circles» доминировал в течение 11 недель в 2019—20 годах, и первым лидером Уоллена), а также радиоэфирный кантри-чарт Country Airplay. Ранее только пять песен имели такой же успех.

## Музыкальное видео
10 мая 2024 года Мэлоун и Уоллен выпустили официальный клип, который был снят в Джошуа Три в штате Калифорния, режиссёром Chris Villa, с обоими артистами в главных ролях. За один день клип набрал более 3,1 миллиона просмотров на YouTube.

## Живые выступления
28 апреля 2024 года Мэлоун и Уоллен выступили с собственными сетами на фестивале Stagecoach в Индио, Калифорния, и они исполнили песню вместе ещё до её официального выхода.
16 мая 2024 года Мэлоун исполнил песню на 59-й церемония вручения премии Академии кантри-музыки в Фриско, штат Техас. 28 мая 2024 года Мэлоун исполнил песню в музее Лувр в Париже.

## Чарты
| Чарт (2024)                          | Высшая позиция |
| ------------------------------------ | -------------- |
| Австралия (ARIA)                     | 1              |
| Австралия Country Hot 50 (The Music) | 1              |
| Австрия (Ö3 Austria Top 40)          | 17             |
| Бельгия/Фландрия (Ultratop 50)       | 13             |
| Бельгия/Валлония (Ultratop 50)       | 39             |
| Канада (Billboard Canadian Hot 100)  | 1              |
| Канада (Billboard AC)                | 3              |
| Канада (Billboard CHR/Top 40)        | 1              |
| Канада (Billboard Country)           | 1              |
| Канада (Billboard Hot AC)            | 4              |
| Чехия (Singles Digitál Top 100)      | 71             |
| Россия (TopHit)                      | 3              |
| Дания (Tracklisten)                  | 4              |
| Финляндия (Suomen virallinen lista)  | 32             |
| Германия (GfK)                       | 35             |
| Мир (Billboard Global 200)           | 1              |
| Исландия (Plötutíðindi)              | 10             |
| Ирландия (IRMA)                      | 1              |
| Нидерланды (Dutch Top 40)            | 6              |
| Нидерланды (Single Top 100)          | 15             |
| Новая Зеландия (Recorded Music NZ)   | 2              |
| Норвегия (VG-lista)                  | 1              |
| Словакия (Rádio — Top 100)           | 74             |
| Словакия (Singles Digitál Top 100)   | 53             |
| ЮАР Airplay (TOSAC)                  | 1              |
| Швеция (Sverigetopplistan)           | 3              |
| Швейцария (Schweizer Hitparade)      | 19             |
| Великобритания (OCC UK Singles)      | 2              |
| Великобритания (UK Country Airplay)  | 1              |
| США (Billboard Hot 100) ·            | 1              |
| США (Billboard Adult Contemporary)   | 8              |
| США (Billboard Adult Pop Airplay) ·  | 1              |
| США (Billboard Country Airplay) ·    | 1              |
| США (Billboard Hot Country Songs)    | 1              |
| США (Billboard Pop Airplay)          | 1              |

| Чарт (2024)                       | Позиция |
| --------------------------------- | ------- |
| Australia (ARIA)                  | 7       |
| Belgium (Ultratop 50 Flanders)    | 39      |
| Canada (Canadian Hot 100)         | 4       |
| CIS Airplay (TopHit)              | 116     |
| Denmark (Tracklisten)             | 33      |
| Global 200 (Billboard)            | 14      |
| Iceland (Tónlistinn)              | 16      |
| Netherlands (Dutch Top 40)        | 13      |
| Netherlands (Single Top 100)      | 39      |
| New Zealand (Recorded Music NZ)   | 11      |
| Sweden (Sverigetopplistan)        | 17      |
| Switzerland (Schweizer Hitparade) | 55      |
| UK Singles (OCC)                  | 15      |
| US Billboard Hot 100              | 4       |
| US Adult Contemporary (Billboard) | 20      |
| US Adult Top 40 (Billboard)       | 7       |
| US Country Airplay (Billboard)    | 2       |
| US Hot Country Songs (Billboard)  | 2       |
| US Mainstream Top 40 (Billboard)  | 16      |

## Сертификации
| Регион                                                                      | Сертификация  | Продажи   |
| --------------------------------------------------------------------------- | ------------- | --------- |
| Австралия (ARIA)                                                            | 4× Платиновый | 280 000   |
| Бельгия (BEA)                                                               | Золотой       | 20 000    |
| Дания (IFPI Danmark)                                                        | Золотой       | 45 000    |
| Новая Зеландия (RMNZ)                                                       | Платиновый    | 30 000    |
| Португалия (AFP)                                                            | Золотой       | 5000      |
| Великобритания (BPI)                                                        | Платиновый    | 600 000   |
| США (RIAA)                                                                  | 5× Платиновый | 5 000 000 |
| Данные о продажах + прослушиваниях приведены только на основе сертификации. |               |           |

### Комментарии
1. ↑  До Моргана Уоллена последний раз артист занимал два первых места в чарте  Country Airplay в сентябре 2023 года, когда песня Люка Комбса «Love You Anyway» возглавила рейтинг, а «Fast Car» занял второе место. Единственный другой артист, который занимал две верхние строчки одновременно Люк Брайан: в течение двух недель в мае-июне 2014 года его песня «Play It Again» была № 1, а песня Florida Georgia Line «This Is How We Roll» с участием Брайана заняла место № 2.
2. ↑  Post Malone ранее возглавлял хит-парад Hot 100 с синглами:
«Fortnight» (Taylor Swift feat. Post Malone, 2 недели на № 1, с 4 мая 2024);
«Circles» (3 недели, 2019);
«Sunflower (Spider-Man: Into the Spider-Verse)» (с Swae Lee, 1 неделя, 2019);
«Psycho» (feat. Ty Dolla $ign, 1 неделя, 2018);
«Rockstar» (feat. 21 Savage, 8 недель, 2017). Уоллен ранее 16 недель лидировал в Hot 100 с песней «Last Night», март-август 2023 – Hot 100[25].
3. ↑  Возглавляя Country Airplay вторую неделю (6 июля 2024), «I Had Some Help» стала всего лишь шестой песней, возглавившей чарты Country Airplay и всеформатный Radio Songs, начиная с 1990 года, когда эти чарты были созданы. Кроме того, песня «I Had Some Help» стала номером 1 всего на восьмую неделю пребывания в чарте Radio Songs, что является самым быстрым достижением вершины среди шести представленных ниже хитов, которые возглавляли и Radio Songs и Country Airplay (в скобках число недель до достижения № 1 в Radio Songs):

  - «I Had Some Help», одна неделя на № 1 в Radio Songs, 6 июля 2024 (8)
  - «Fast Car», Люк Комбс, 4 недели, 2023 (16)
  - «I Hope», Габби Барретт feat. Charlie Puth, одна неделя, 2020 (35)
  - «Meant to Be», Биби Рекса & Florida Georgia Line, пять недель, 2018 (14)
  - «Need You Now», Lady A, две недели, 2010 (26)
  - «You Belong With Me», Тейлор Свифт, две недели, 2009 (21)[34].